# Nariño (Cundinamarca)
Nariño é um município da Colômbia, localizado na província Alto Magdalena, departamento de Cundinamarca.